# Баффин (горы)
Горы Баффин (англ. Baffin Mountains) — горный хребет, протянувшийся по северо-восточному берегу Баффиновой Земли и острова Байлот, часть Арктических Кордильер. Их покрытые льдом вершины — одни из самых высоких в восточной части Северной Америки, они зачастую достигают 1525—2146 метров над уровнем моря. Горы Баффин — не изолированная горная цепь, разделённая водными пространствами, а часть гораздо большей горной системы, Арктических Кордильер.

## География
Высочайшая точка — гора Один высотой 2147 метров, а одна из самых знаменитых — гора Асгард (2015 метров(. Высочайшая точка северной части гор — Киайивик (1963 метров). На горах Баффиновой Земли нет деревьев, так как они лежат севернее арктической границы леса. Горы, сильно изрезанные, сложены в основном из гранита. Ещё 1500 лет назад все горы лежали подо льдом, и огромные пространства покрыты льдами до сих пор. Горы Баффин находятся на восточном краю Канадского щита.
| №  | Название      | Высота |
| -- | ------------- | ------ |
| 1  | Один          | 2147   |
| 2  | Асгард        | 2015   |
| 3  | Киайивик      | 1963   |
| 4  | Ангилаак      | 1951   |
| 5  | Кисимнгиуктук | 1905   |
| 6  | Укпик         | 1809   |
| 7  | Бестил        | 1733   |
| 8  | Туле          | 1711   |
| 9  | Ангна         | 1710   |
| 10 | Тор           | 1675   |

## Оледенение
Горы Баффин иссечены глубокими фьордами и заледенёнными долинами, где льды и снега лежат между вершинами гор. Снегопад в горах Баффин несильный, гораздо слабее, чем в горах Святого Ильи на юго-востоке Аляски и на юго-западе Юкона.
Крупнейший вершинный ледник гор Баффин — ледник Пенни, площадь которого 6000 км². В середину 1990-х годов канадские исследователи изучали характер увеличения и таяния Пенни в течение многих веков, исследуя добытые бурением образцы.

## Флора
Главные обитатели гор Баффин — мхи, лишайники и сосудистые растения, к примеру, осоковые и пушица.

## История
Одна из первых экспедиций в горы Баффин была предпринята в 1934 году Дж. М. Уорди (англ. J.M Wordie), в её ходе были покорены пики Пионер и Лонгстафф (англ. Longstaff).
Национальный парк Ауюиттук основали в 1976 году. В нём находится множество характерных арктических ландшафтов — фьорды, ледники и ледяные поля. По-инуитски «ауюиттук» означает «земля, которая никогда не тает». В 2000 году национальный резерват Ауюиттук стал полноценным национальным парком.
До контакта с европейцами у гор Баффин было несколько инуитских поселений. Первыми европейцами, встретившими на Баффиновой Земле инуитов, скорее всего были норвежцы, прибывшие сюда в XI веке, однако первое письменное упоминание этого острова принадлежит Мартину Фробишеру, который искал Северо-Западный проход и описал Баффинову Землю в 1576 году.